# 大場清悦
大場 清悦（おおば せいいち、1973年4月13日 - ）は、日本のバスケットボール選手である。能代工業高校バスケットボール部の主力選手として、インターハイ・国体・ウィンターカップの三冠制覇に貢献した。高校、大学卒業後にゼクセルブルーウィンズで2シーズンプレイし、1998年に現役を引退。2010年よりB.LEAGUE・秋田ノーザンハピネッツのゼネラルマネージャーを務める。

## 来歴
秋田県琴丘町（後の三種町）に生まれ、小学6年生からバスケットボールを始める。幼馴染である同級生の小納真樹・真良兄弟とともに小学校では県大会準優勝、琴丘中学校では2年次に全国大会に出場した。
1989年に能代工業高校に進学。3年生となった1991年度には小納兄弟とともにチームの主力となり、インターハイ・国体・ウィンターカップで優勝。能代工業高校に6年ぶり6度目の高校三冠をもたらした。
高校卒業後は秋田経済法科大学に進学し、福島国体成年の部に出場して優勝。のちゼクセルに進み、高校の先輩である目由紀宏・長谷川誠ともプレーしたが、2シーズンで引退した。
1999年に帰郷し秋田市内のスポーツ用品店に勤務。2010年、秋田ノーザンハピネッツの設立とともに初代ゼネラルマネージャーに就任した。